# Solliden
För andra betydelser, se Solliden (olika betydelser).
Solliden är en svensk slottsliknande villa på Öland. Den är svenska kungafamiljens sommarbostad och kung Carl XVI Gustafs privata egendom. Solliden är belägen i Räpplinge socken, nära Borgholms slottsruin och stod färdig 1906.

## Historik

### Bakgrund
Solliden anlades på initiativ av drottning Victoria som inspirerats av flera besök i den svenske läkaren Axel Munthes italienska villa San Michele på Capri. Drottningen besvärades av hälsoproblem och sökte sig till Ölands mildare klimat i förhoppning om lindring. Sedan Sveriges Riksdag beslutat sälja 160 tunnland mark, engagerade Victoria arkitekten Torben Grut.
Den 25 september 1903 lades grundstenen. Den 15 september 1906 kunde drottningen flytta in. Den exakta utformningen av villan skedde i samråd mellan Victoria och Grut. Den bevarade korrespondensen dem emellan, som omfattar ett hundratal brev, vittnar om en livaktig diskussion kring bygget. Med hjälp av Axel Munthe kunde Victoria köpa byggnadsdetaljer och statyer från Italien.

### Senare historia
Efter drottning Victorias död 1930 ärvdes Solliden av Gustaf V under vars tid villan försågs med elektricitet och elektrisk värme. Gustaf V testamenterade Solliden till arvprins Carl Gustaf men lät prinsens mor prinsessan Sibylla disponera villan. Drottning Silvia besökte Solliden första gången 1973, och lät plantera nya sorters träd i den omgivande ekskogen, bland annat tuja och tulpanträd.
Slottsvillan består av tre våningsplan där bottenvåningen utgörs av ekonomilokaler. Den andra våningen består av en entréhall, salong, matsal samt gästrum. Från entréhallen leder en trappa upp till tredje etaget, där det finns sovrum, salong och skrivrum samt en mindre trappa ned till andra våningen. På vindsplanet finns ytterligare några mindre rum.
År 2012 beviljades bygglov för en ny byggnad med tillhörande pool på området.

## Omgivningar
Intill Slottsvillan ligger ytterligare några byggnader. Där finns en torparstuga, som sedan 1948 har använts som lekstuga, först av Hagaprinsessorna. Uppvaktning och gäster bor i en byggnad som kallas Kavaljershuset, förut benämnd Jägarhyddan. Det finns också några ekonomibyggnader och stall.
Söder om villan ligger en pergola med slingerväxter, som växer runt pelarna. Söder om denna ligger en italiensk trädgård utsmyckad med statyer bl.a. Per Hasselbergs Grodan och krukor. Söder om den italienska trädgården ligger en engelsk park med stora gräsytor och ytterligare skulpturer. Drottning Silvia har låtit uppföra fuchsiaarkader där.
Väster om villan ligger en rosenträdgård med en krocketplan och ett lusthus.
Nere vid Kalmarsund ligger en hamn med vågbrytare och badhus. Eftersom Solliden är ett skyddsobjekt sträcker sig en skyddszon från stranden 800 meter ut i vattnet.